# Щ-132
«Щ-132» — советская дизель-электрическая торпедная подводная лодка времён Второй мировой войны, принадлежит к серии X проекта Щ — «Щука».

## История корабля
Лодка была заложена 31 декабря 1934 года на заводе № 194 «имени А. Марти» в Ленинграде, в 1935 году в виде секций перевезена по железной дороге на завод № 202 «Дальзавод» во Владивостоке, спущена на воду 4 июля 1935 года, 13 декабря 1936 года вошла в состав 34 дивизиона 3 бригады подводных лодок Тихоокеанского флота с базированием на Находку.

### Служба
Начало боевых действий против Японии 9 августа 1945 года «Щ-131» встретила в составе 12 дивизиона 4 бригады подводных лодок с базированием на Находку. В боевых действиях не участвовала.
10 июня 1949 года переименована в «С-132».
В 1949 году на Дальзаводе лодку оснастили устройством БСПК (борьбы с преследующими кораблями), испытания окончились неудовлетворительно.
В 1951 году на повторных испытаниях доработанное устройство показало себя хорошо.
9 ноября 1956 года выведена из боевого состава флота, поставлена на консервацию.
29 марта 1957 года разоружена и отправлена на перестройку в учебно-тренировочную станцию.
17 апреля 1957 года переименована в «УТС-73».
1 января 1958 года расформирована, отправлена на разоружение, демонтаж и разделку на металл.
23 июля 1958 года исключена из списка судов.